# Clusia deminuta
Clusia deminuta là một loài thực vật có hoa trong họ Bứa. Loài này được Pipoly mô tả khoa học đầu tiên năm 1999.